# Confort-Meilars
Confort-Meilars är en kommun i departementet Finistère i regionen Bretagne i västra Frankrike. Kommunen ligger i kantonen Pont-Croix som tillhör arrondissementet Quimper. År 2022 hade Confort-Meilars 860 invånare.

## Befolkningsutveckling
Antalet invånare i kommunen Confort-Meilars
Referens:INSEE